# Промахон
Промахон (греч. Προμαχών ή Προμαχώνας — «бойница»)  — деревня в Греции. Расположена на высоте 80 м над уровнем моря, в Санданско-Петрической котловине, у северного подножья горы Ангистрон, на левом берегу реки Стримон, которая к югу от неё входит в Рупельское ущелье, в 32 километрах к северу от города Сере и в 16 км к северу от города Сидирокастрон, у государственной границы с Болгарией. Рядом с селом находится пограничный контрольно-пропускной пункт Кулата — Промахон. Административно относится к общине Синдики в периферийной единице Сере в периферии Центральная Македония. Площадь 42,212 км². Население 140 человек по переписи 2011 года.
До 1927 года (ΦΕΚ 306Α) называлась Драготин (Δραγοτίν).

## История

### В древности
Промахон — старое поселение. В 3,5 км к северо-западу от села в местности Кременица по обе стороны болгаро-греческой границы археологи нашли многочисленные артефакты из эпохи Неолита.
По словам Константина Иречека, славянское название села «Драготин», которое до сих пор осталось в болгарском и македонском языках, произошло от византийского и болгарского боярина и воеводы по имени Драгота. Болгарский этимологический словарь утверждает, что это имя произошло от прилагательного «драг», что в переводе с болгарского означает «уважаемый».

### В составе Османской империи
До 1927 года деревня называлась Драготин.
В конце XIX века Драготин был маленьким болгарским селом, относящихся к Демирхисарской казе, Сересский санджак. В книге «Этнография Адрианопольского, Монастирского и Салоникского вилайетов» (Ethnographie des Vilayets d'Andrinople, de Monastir et de Salonique), изданной в Константинополе в 1878 году указанно, что на тот момент в деревне проживало 200 болгар. Также по данным этой книги в Промахоне находилось 60 домохозяйств. Согласно статистике Васила Кынчова в книге 1900 года «Македония. Этнография и статистика» в Драготине жило 110 болгар.
По данным регистратора екзархата Димитара Мишева в книге «Македония и её христианское население» (La Macédoine et sa Population Chrétienne) в 1905 году в Драготине жило 200 болгар под верховенством Болгарского экзархата.
В начале Первой Балканской Войны в 1912 году один житель Драготина, Атанас Георгиев (род. 1885) был добровольцем в Македонско-одринском ополчении, отряд Георгия Занкова, Четвертая рота четвертой битольной дружины, носитель ордена «За храбрость» IV степени.

### В составе Греции
Во время Первой Балканской войны село было освобождено седьмой пехотной рильской дивизией болгарской армии. После Второй Балканской Войны 1913 года осталась в пределах Греции. Болгарское население Драготина переселилось в Болгарию в рамках греко-болгарского обмена населениями и на его месте в 1920-е годы поселились греки-беженцы из Турции после Малоазийской катастрофы. В окрестностях села были ещё две деревни — Капнотопос и Рупель (с 1926 года — Клидион).
В 1927 году деревня Драготин была переименована в Промахон, в переводе с греческого — «бойница».
Согласно переписи населения 1928 года в Промахоне жили 18 семей беженцев и 70 других (по другим данным — 463). До Второй мировой войны население достигло 1528 человек, но по объявлению Итало-греческой войны (октябрь 1940) это село, бывшее в зоне оборонительной Линии Метаксаса, и две близлежащие к нему деревни были эвакуированы. После завершения оккупации Греции странами «оси» (1941—1944) и Гражданской войны (1946—1949) в деревне осталось 245 человек. Согласно переписи населения 1961 года в селе было 416 жителей.

## Население
| Год  | Население, человек |
| ---- | ------------------ |
| 1991 | 262                |
| 2001 | 178                |
| 2011 | ↘ 140              |